# Otto Vehse
Otto Vehse (* 7. August 1901 in Hannover; † 28. Juli 1943 in Hamburg) war ein deutscher Historiker. 
Otto Vehse studierte in Marburg, Graz, Göttingen und Berlin. Er wurde 1924 in Berlin bei Albert Brackmann mit einer Arbeit über die politische Propaganda Friedrichs II. zum Dr. phil. promoviert. Anschließend wurde er Mitarbeiter bei Brackmann bei der Germania pontificia. Er wandte sich jedoch im Gegensatz zu Brackmann nicht der Ostpolitik, sondern den Papsturkunden zu. Von 1926 bis 1930 war er Assistent am Preußischen Historischen Institut in Rom. Dort widmete er sich besonders Italien und dem Papsttum. Diese Arbeiten sind frei von zeitpolitischen Stellungnahmen. 1930 habilitierte er sich in Kiel mit Benevent als Territorium des Kirchenstaates der Avignonesischen Epoche und wurde dort als Dozent für Reichs- und Kirchengeschichte tätig. Eine beabsichtigte Verfassungsgeschichte des Kirchenstaates konnte er nicht mehr vollenden, da ihm in Kiel die italienische Literatur fehlte. 
Im Jahr 1932 legte er das preußische Staatsarchivexamen ab. 1933 trat er in die NSDAP und SA ein. Vehse war wissenschaftlicher Hilfsarbeiter im Auswärtigen Amt und wissenschaftlicher Hilfsarbeiter im Preußischen Staatsarchiv Kiel. Vom Wintersemester 1936 bis zum Wintersemester 1938 verwaltete er die Professur Justus Hashagens an der Hamburger Universität kommissarisch. Seit 1938 lehrte er dort als ordentlicher Professor. In Kiel und Hamburg verlagerte sich der Schwerpunkt von Italien im Hochmittelalter auf Forschungen zu Deutschland und Germanen im Frühmittelalter. Seine Darstellungen wandelten sich von wissenschaftlicher zu streng ideologischer Ausrichtung. Vehse veröffentlichte Studien über Deutschland und den Norden im Mittelalter (1941), über die Anfänge des Volksbewusstseins (1941), die nordgermanische Wanderung (1942) und die an ein breiteres Publikum gerichtete Darstellung über die nordischen Staatengründer (1943) in acht Lebensbildern. In der Nacht vom 27./28. Juli 1943 kam er bei einem Bombenangriff auf Hamburg ums Leben. 
Seine Arbeiten über Italien und das Papsttum haben teilweise bis heute Gültigkeit. Seine Habilitationsschrift wurde 2002 ins Italienische übersetzt.

## Schriften
- Nordische Staatengründer. 2. erweiterte und verbesserte Auflage, Bonn 1956.
- Die päpstliche Herrschaft in der Sabina bis zur Mitte des 12. Jahrhunderts. In: Quellen und Forschungen aus italienischen Archiven und Bibliotheken. Bd. 21 (1929/30), S. 120–175.
- Benevent als Territorium des Kirchenstaates bis zum Beginn der avignonesischen Epoche. Rom 1932 (Digitalisat).[9]
- Die amtliche Propaganda in der Staatskunst Kaiser Friedrichs II. München 1929 (Digitalisat).